# Сан-Прері (Монтана)
Сан-Прері (англ. Sun Prairie) — переписна місцевість (CDP) в США, в окрузі Каскейд штату Монтана. Населення — 1615 осіб (2020).

## Географія
Сан-Прері розташований за координатами 47°32′7″ пн. ш. 111°29′3″ зх. д. / 47.53528° пн. ш. 111.48417° зх. д. (47.535396, -111.484240).  За даними Бюро перепису населення США в 2010 році переписна місцевість мала площу 14,03 км², з яких 13,78 км² — суходіл та 0,25 км² — водойми.

## Демографія
Згідно з переписом 2010 року, у переписній місцевості мешкало 1630 осіб у 628 домогосподарствах у складі 452 родин. Густота населення становила 116 осіб/км².  Було 672 помешкання (48/км²).
Расовий склад населення:
| - 92,3 % — білих - 3,1 % — корінних американців - 1,2 % — азіатів - 0,2 % — чорних або афроамериканців |

До двох чи більше рас належало 3,3 %. Частка іспаномовних становила 1,7 % від усіх жителів.
За віковим діапазоном населення розподілялося таким чином: 23,5 % — особи молодші 18 років, 64,7 % — особи у віці 18—64 років, 11,8 % — особи у віці 65 років та старші. Медіана віку мешканця становила 42,2 року. На 100 осіб жіночої статі у переписній місцевості припадало 106,9 чоловіків;  на 100 жінок у віці від 18 років та старших — 109,6 чоловіків також старших 18 років.
Середній дохід на одне домашнє господарство  становив 54 505 доларів США (медіана — 43 837), а середній дохід на одну сім'ю — 60 076 доларів (медіана — 53 750). За межею бідності перебувало 24,5 % осіб, у тому числі 44,7 % дітей у віці до 18 років та 10,6 % осіб у віці 65 років та старших.
Цивільне працевлаштоване населення становило 517 осіб. Основні галузі зайнятості: освіта, охорона здоров'я та соціальна допомога — 18,4 %, транспорт — 15,1 %, мистецтво, розваги та відпочинок — 14,9 %.